# 张宝伟
张宝伟（1965年8月—），男，汉族，黑龙江绥化人，中共党员，中华人民共和国政治人物。

## 人物经历
张宝伟早年在东北农学院农田水利专业就读，毕业后步入政坛，曾担任中共大庆市萨尔图区党委副书记、区长，龙凤区委书记等职务。
2011年，张宝伟来到黑龙江省府哈尔滨市，出任黑龙江省住房和城乡建设厅副厅长。2016年，他离开哈尔滨，出任中共鹤岗市委副书记。2020年，他接替李大义出任中共大兴安岭地委委员、副书记、行署专员、林管局局长。2021年4月，升任中共大兴安岭地委书记；同年12月，张宝伟回到家乡绥化市，出任该市党委书记，并任职至今。